# Salida del Sol Estates
Salida del Sol Estates es un lugar designado por el censo ubicado en el condado de Hidalgo en el estado estadounidense de Texas. En el Censo de 2020 tenía una población de 6496 habitantes y una densidad poblacional de 1066,67 habitantes por km². Fue incluido como CDP en el censo de 2020.

## Geografía
Salida del Sol Estates se encuentra ubicado en las coordenadas 26°19′19″N 98°26′46″O / 26.32194, -98.44611. Según la Oficina del Censo de los Estados Unidos,  tiene una superficie total de 6,09 km², todos correspondientes a tierra firme.